# Змей и радуга
«Змей и радуга» (англ. The Serpent And The Rainbow) — кинофильм. Основан на одноимённой книге австралийского этноботаника Уэйда Дэвиса.

## Сюжет
В 1978 году гаитянин по имени Кристоф загадочным образом умирает во французской миссионерской клинике, в то время как мимо его окна проходит парад вуду. На следующее утро Кристофа хоронят на традиционных католических похоронах. Присутствует загадочный мужчина, одетый в костюм, который находился у окна больницы Кристофа в ночь его смерти. Когда гроб опускают в землю, глаза Кристофа открываются, и у него текут слезы.
Семь лет спустя антрополог из Гарварда Деннис Алан находится в тропических лесах Амазонки, изучая редкие травы и лекарства с местным шаманом. Он выпивает зелье и испытывает галлюцинацию того самого чернокожего человека с похорон Кристофа, окруженного трупами в бездонной яме.
Вернувшись в Бостон, к Алану обращается фармацевтическая компания, желающая исследовать препарат, используемый в гаитянском водоу для создания зомби. Компания хочет, чтобы Алан приобрел препарат для использования в качестве «суперанестезирующего средства». Корпорация предоставляет Алану финансирование и отправляет его на Гаити, где происходит революция. Исследования Алана на Гаити при содействии доктора Мариэль Дюшан обнаруживают Кристофа, который жив после того, как был похоронен семь лет назад. Алан взят под стражу, и командир Тонтон-Макута капитан Дарджент Пейтрауд — тот самый человек, который присутствовал на похоронах Кристофа и в видении Алана на Амазонке — предупреждает Алана покинуть Гаити.
Продолжая свое расследование, Алан находит местного жителя Моцарта, который, как сообщается, знает процедуру создания зомби-наркотика. Алан платит Моцарту за образец, но вместо этого Моцарт продает ему крысиный яд. Поставив Моцарта в неловкое положение на публике, Алан уговаривает Моцарта показать Алану, как производить препарат, за гонорар в 1000 долларов. Тонтон-макуты снова арестовывают Алана, подвергают пыткам, вбивая ему в мошонку гвоздь, а затем бросают на улицу с сообщением, что он должен покинуть Гаити или быть убитым. Алан снова отказывается уезжать и встречается с Моцартом, чтобы создать препарат.
Алану снится кошмар Пейтра, который оказывается бокором, который превращает врагов в зомби и крадет их души. Когда Алан просыпается, он лежит рядом с обезглавленной сестрой Кристофа. Тонтон-макуты входят, фотографируют и обвиняют Алана в убийстве. Пейтра велит Алану покинуть страну и никогда не возвращаться, иначе он будет признан виновным в убийстве, казнен, а затем Пейтра украдет его душу. Пейтра сажает Алана в самолет, направляющийся в США, но Моцарт пробирается на борт и дает Алану зомби-наркотик. Моцарт просит Алана рассказать о нем людям, чтобы Моцарт мог добиться международной известности. Алан соглашается и возвращается в Бостон, очевидно, что его миссия завершена.
На праздничном ужине жена работодателя Алана одержима Пейтра, который предупреждает Алана о его неизбежной смерти. Алан возвращается на Гаити, где его единственный союзник, хунган по имени Люсьен Селин, убит Пейтро, а Моцарт обезглавлен в жертву за власть Пейтра. Затем Алан опрыскивается порошком зомби и умирает; позже Пейтрауд крадет тело Алана из больницы, прежде чем о смерти можно будет сообщить в посольство США. Пейтра ведет Алана на кладбище, где, беспомощный в своем гробу, Алан видит, что Пейтра схватил Мариэль и принесет ее в жертву. Пейтра показывает душу Алана Селина в канари. Затем Алана хоронят заживо вместе с тарантулом, чтобы «составить ему компанию». Проснувшись в гробу несколько часов спустя, Алана спасает Кристоф, которого Пейтрауд также превратил в зомби.
Избежав ловушки Пейтра, Алан возвращается в штаб-квартиру Тонтон-Макутов в поисках Мариэль. Там Алан побеждает Пейтра в битве воли, используя белую магию Селин, чтобы вбить гвоздь в пах Пейтра, и отправляет его душу в ад. Пока народ Гаити празднует падение Жан-Клода Дювалье, Мариэль заявляет: «Кошмар закончился».

## В ролях
- Билл Пуллман — Дэннис Алан
- Кэти Тайсон — Мариэлль Душам
- Закес Мокае — Дарген Пейтрод
- Пол Уинфилд — Люсьен Селин
- Брент Дженнингс — Луис Моцарт
- Конрад Робертс — Кристоф
- Баджа Джола — Гастон
- Тереза Меррит — Симона
- Майкл Гоф — доктор Шунбейкер
- Пол Гилфойл — Эндрю Кэссиди
- Дэй Янг — Миссис Кэссиди
- Алета Митчелл — Селестин
- Хайме Пина Готье — Хулио
- Эвенчо Москера Слако — Старый шаман

## Съёмки
Фильм снят на основе книги Дэвиса Уэйда «Змея и радуга», в свою очередь, основывающейся на исследовании профессора медицины Перри Уинслоу (который двадцать лет своей научной карьеры посвятил изучению воздействия на психику дурманящих препаратов, используемых в культе вуду для ввода в беспамятство и лишения людей воли с последующим превращением их в зомби). Адаптацию книги к сценарию осуществлял сценарист и писатель Ричард Максвелл.
Для создания эффектов нечисти в фильме был использован голос Диаманды Галас.
Уэйд Дэвис, автор повести, положенной в основу фильма, во время продажи прав на её экранизацию, поставил условие, что постановщиком должен быть Питер Уэйр, а исполнитель главной роли Мел Гибсон. Однако режиссёром картины стал Уэс Крэйвен, а главную роль сыграл Билл Пуллман.
Так как во время съемок на Гаити начались очередные политические волнения, местные власти предупредили членов съемочной группы о том, что не смогут гарантировать их безопасность. Тогда съемки были перенесены в соседнюю Доминиканскую республику. Часть сцен успели снять на Гаити, а несколько локаций было задействовано в Бостоне, США.
CD с музыкой фильма считается одной из самых дорогих редкостей в области киномузыки, так как было сделано всего 10 экземпляров; остальной тираж саундтрека был выпущен на виниловых носителях.